# ایر باد
ایر باد (انگلیسی: Air Bud) فیلمی در ژانر کمدی-درام به کارگردانی چارلز مارتین اسمیت است که در سال ۱۹۹۷ منتشر شد.

## خلاصه داستان
«جاش» دوازده ساله که پدر خود را از دست داده سعی می‌کند این دوره را پشت سر بگذارد. او با سگی که استعداد عجیبی در بازی بسکتبال دارد دوست می‌شود و…

## بازیگران
- مایکل جیتر
- کوین زیگرز
- وندی مکه‌نا
- بیل کوبس
- اریک کریسمس
- برندن فلچر